# 積雲

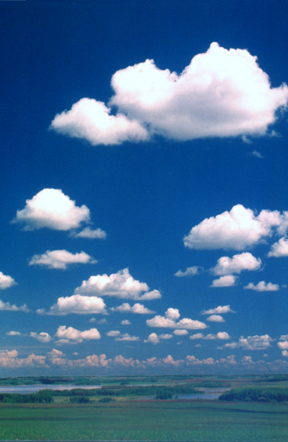
小さな積雲の群れが遥か向こうまで広がる

積雲（せきうん）は、晴れた日によく発生する、綿のような形をした雲。綿雲（わたぐも）とも呼ばれ、形状は綿菓子にも喩えられる。上部はモコモコしていて形がよく変わるが、雲底は平たい。上に向かって成長し、下や横にはほとんど成長しない。また、雲内部の雲粒の密度が高く、日光が当たった時の明暗がくっきりと表れるのも特徴である。

## 名称
基本雲形（十種雲形）の一つ。学術名はCumulus（キュムラス）で、略号は Cu 。ラテン語で「小さく積み重なった、塊」という意味があり、これに因んで名づけられた。

## 形状と出現環境
積雲は、個々の塊同士が融合せず離れている雲で、雲底は平らであり、垂直方向に発達し、雲の上部はドーム状に盛り上がる。雲の輪郭ははっきりとしていて、明るい部分は白く輝き、影の部分は暗い黒っぽい色になる。
積雲は、雲底は地表から高度 2 km 付近の下層雲の高さにあるが、上部は高度 2 km を大きく超え10 km 以上になることがある。積雲は垂直方向の対流によって生じ、対流が強いと大きく発達する。発達するものでは雲内の上昇気流は数 m/s に達する。
驟雨、驟雪、雪霰などのしゅう雨性の降水を伴うことがある。
雲種が4つある。発達段階で上部がもこもこと盛り上がったものを並雲、対流が低い高度で抑制されて上部が平らなものを扁平雲と呼ぶ。成長すると、雲頂が高度10km以上にも達し、雄大雲（雄大積雲、入道雲）と呼ばれるようになる。雄大積雲がさらに発達すると積乱雲になり雷を伴った大雨を降らせ、時には雹や竜巻をももたらすことがある。積雲は（観測上は）雷を伴わなず、雷を伴う場合は積乱雲とする。また、積雲の塊からちぎれたように離れた雲や、悪天候のとき暗い雲層の下を流れる雲片を断片雲と呼ぶ。

## 積雲形成のメカニズム
積雲が形成されるメカニズムには主に次の3つ。上昇した空気が持ち上げ凝結高度 (LCL) や対流凝結高度 (CCL) に達して雲の形成が始まる。
日射加熱
日中の日射で温まる地表や水面に接した空気が、暖められ上昇する。
寒気移流や不安定
上層の気温が低下したり寒気が流入したりして、大気の不安定度が増し対流が促される。
空気の持ち上げ
そのままでは対流が生じない条件下でも、地形やそれに起因する山岳波などによる強制上昇、下層の水平移流の収束などにより、空気が持ち上げられる。
積雲がどれくらいの高さまで成長するかは、雲底から安定層までの高度差（自由対流層(FCL)の厚さ）に依存する。不安定層が薄いか、中程度であれば積雲、厚ければ雄大積雲、さらに進めば積乱雲となる。熱帯地域ではこの高度差がかなり大きく積雲はふつう雄大積雲に成長する。
安定層が薄い場合は勢いのある対流がそれを突き抜けることがあり、平らな雲頂の一部分が盛り上がって見える。厚い安定層や強い逆転層は対流をブロックし、積雲が横に広がって層積雲や高積雲に変化していくことがある。雲底から安定層までの高度差が薄いか中程度のときに層積雲や高積雲になることがある。薄いときの積雲は上部が平らな扁平雲となる。
特に日射加熱によるものは、日中に雲の形成が始まって昼過ぎにピークに達し、夕方に消えていく経過をとる。湿度が高いときは早朝から雲が生じ、低いときはより遅い時間から生じる。雲底から安定層までの高度差が薄いとき、昇温に伴って雲底の高度（LCLやCCL）が次第に上がり安定層を超え、日中のうちに雲が消えてしまうことがある。海陸風のある沿岸部では、昼は海風が入る沿岸の陸地で、夜は陸風が入る近海の海上で、積雲が発生しやすい。開けた海洋上では積雲の形成が弱く、活動のピークが夜間になることがある。
積雲が見えているときは、雲底の高さから持ち上げ凝結高度 (LCL) や対流凝結高度 (CCL) の存在を目で確認できる。夏の平原や海などの開けた場所では、雲底の揃った積雲がはるか遠くで群れるように重なり霞んで見える。
積乱雲からの冷気外出流はしばしば下層に収束を作り積雲を発生させる。この機構が循環となって続くメソ対流系が形成されると積乱雲が次々に生み出され、雷雨が長時間に亘る。
山火事や火山噴火の熱を起源に発生する例（火災積雲・熱対流雲）や、人間活動に伴う排熱を起源として発生する例もある。

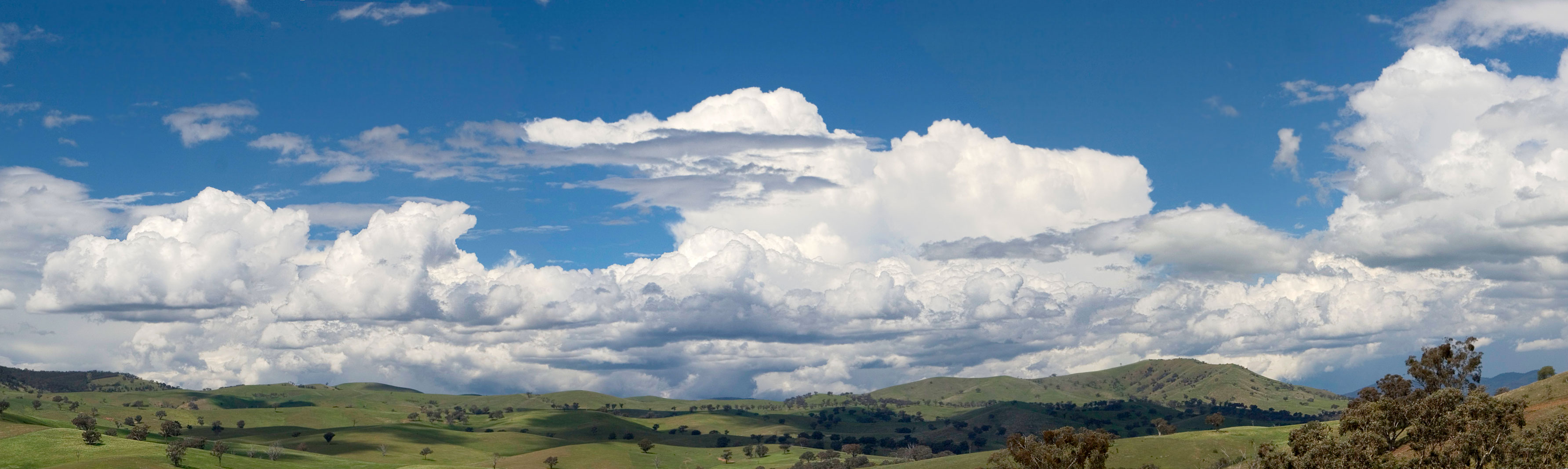
発達中の並積雲（手前）と雄大積雲（奥）

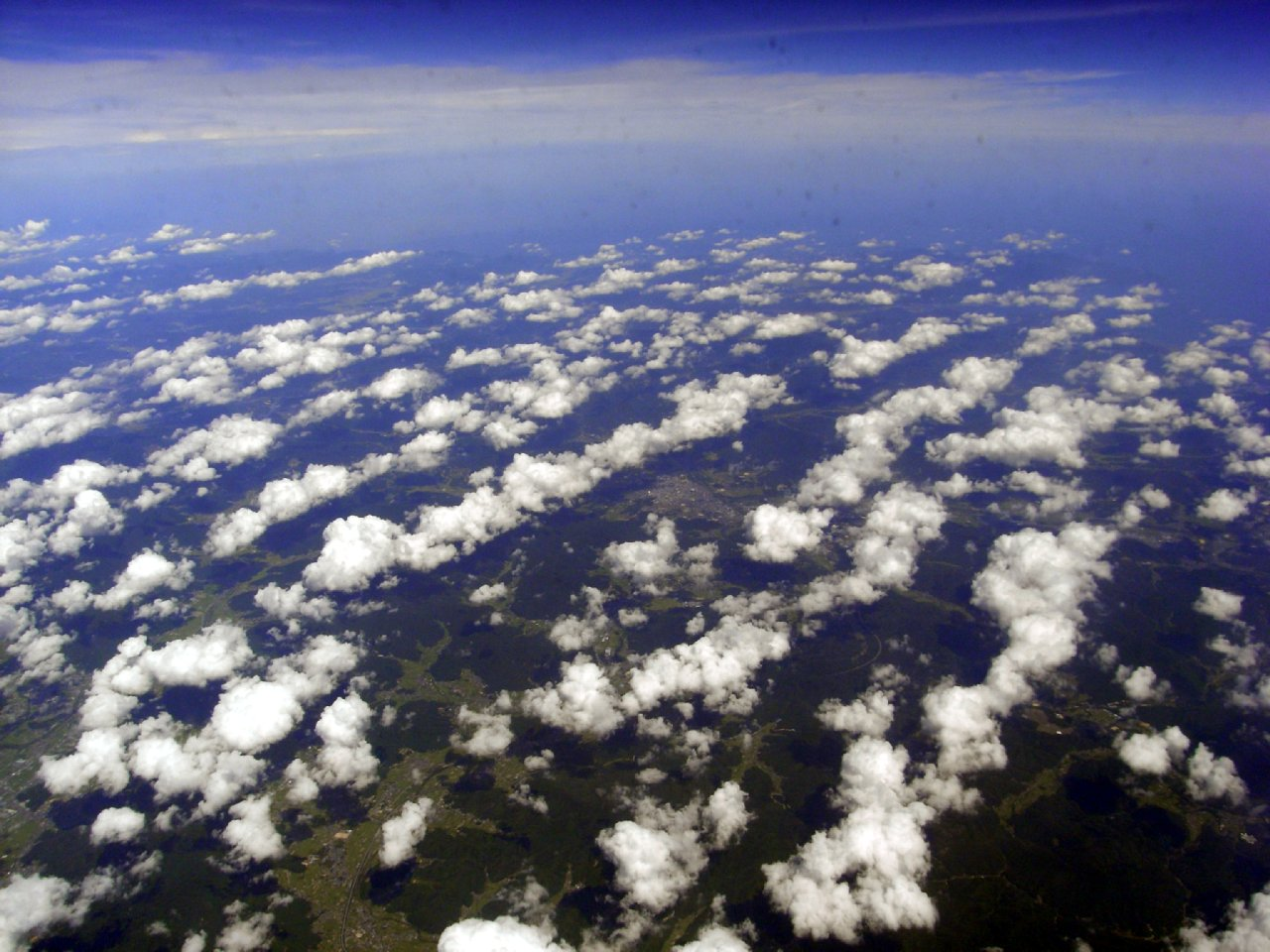
上空から見る波状に押し寄せる積雲の群れ。
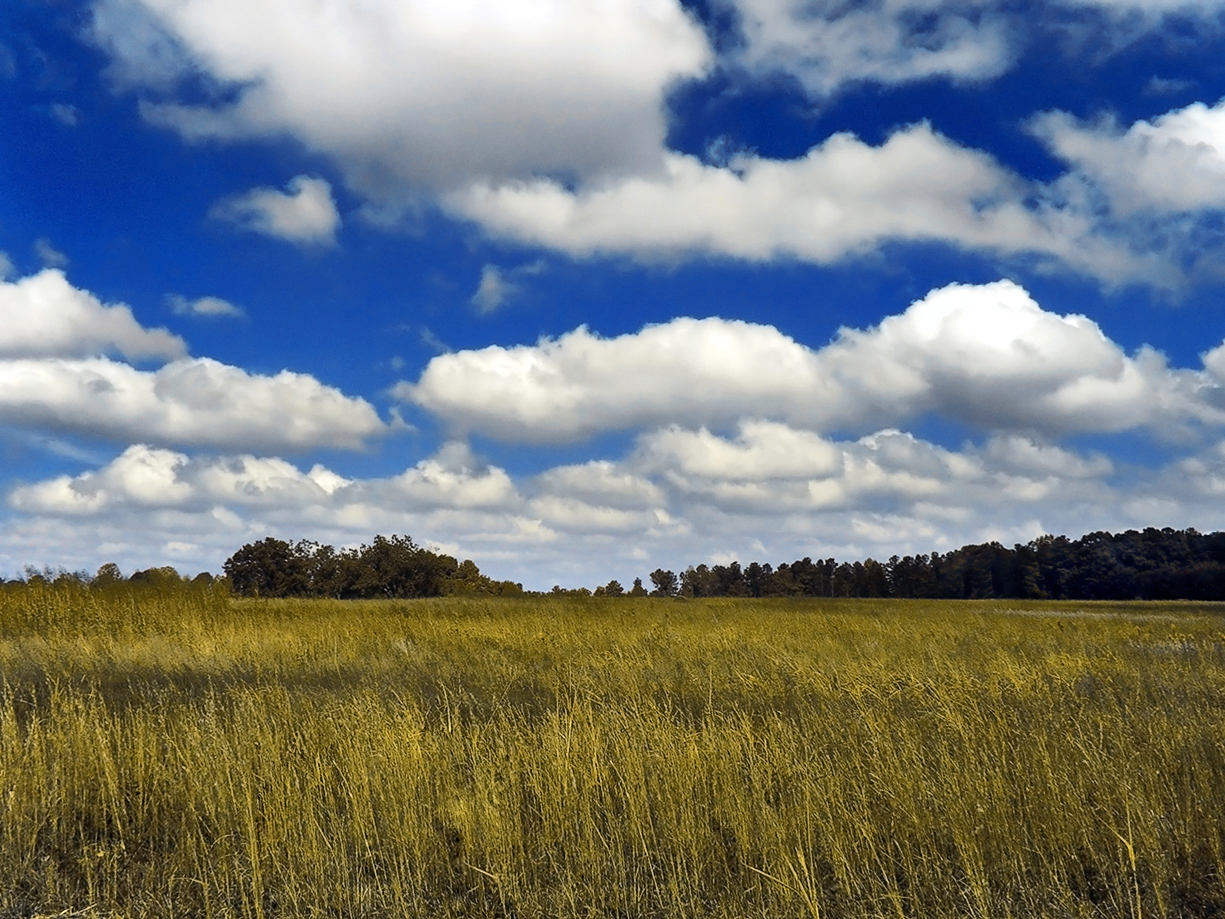
雲底の揃った積雲
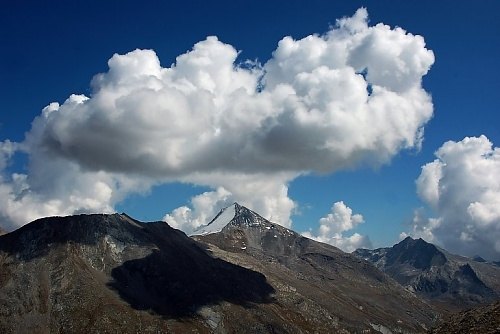
陰影のはっきりした積雲
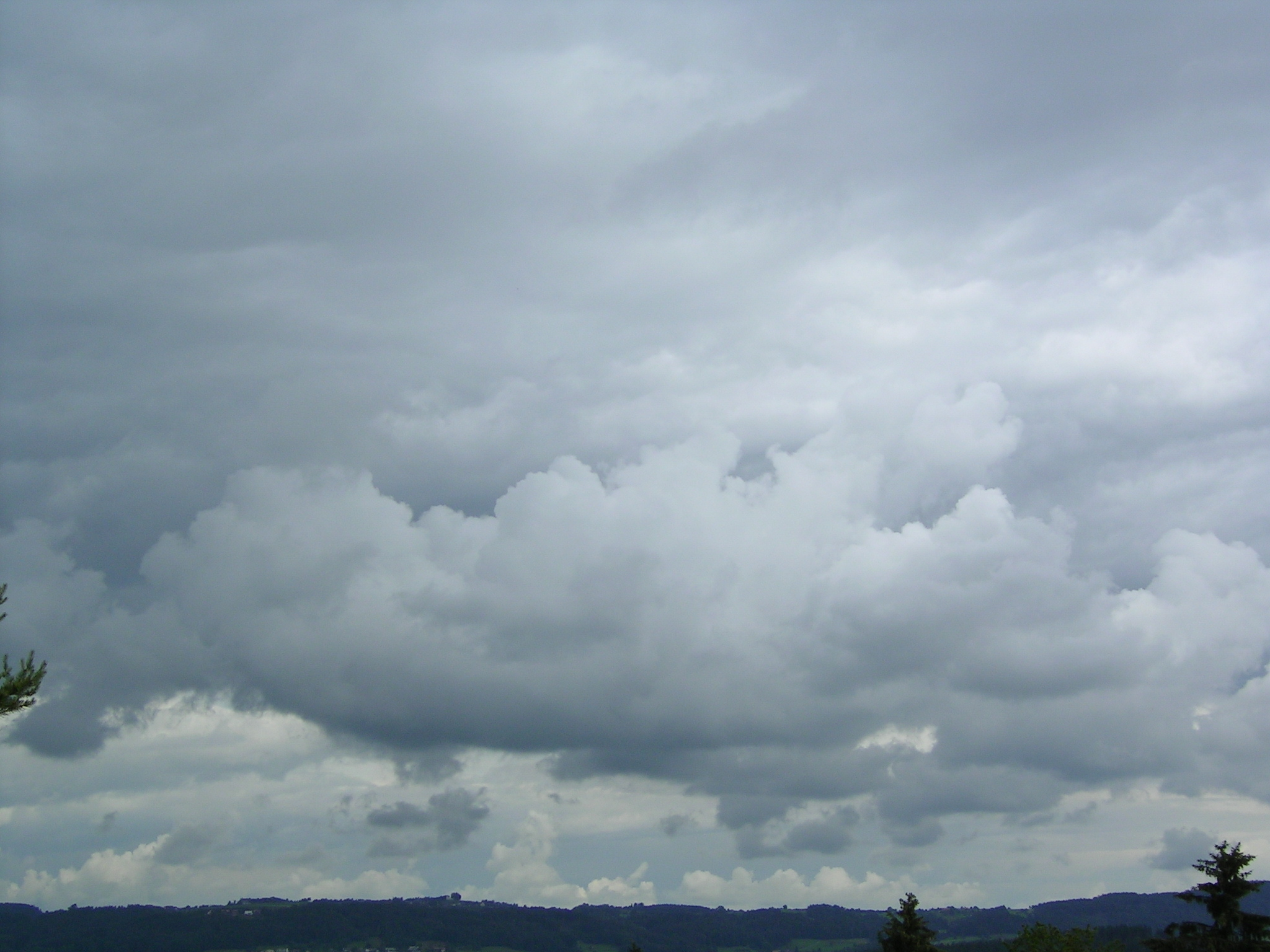
上空を覆う層積雲とその下の積雲群

## 派生する雲形
国際雲図帳2017年版の解説によると、積雲に現れることがある種・変種・副変種は以下の通り。
- 雲種 - 扁平雲、並雲、雄大雲、断片雲
- 雲変種 - 放射状雲
- 雲副変種（部分的に特徴のある雲） - 尾流雲、降水雲、アーチ雲、fluctus[注 1]、漏斗雲
- 雲副変種（付随して現れる雲） - 頭巾雲、ベール雲、ちぎれ雲、